# 手塚治虫漫画全集
『手塚治虫漫画全集』（てづかおさむまんがぜんしゅう）は、手塚治虫の漫画作品全集。講談社刊。B6判で全ページ白黒。各巻約200ページ。全400巻。

## 概要
当時の『週刊少年マガジン』編集長・宮原照夫が企画。1977年6月から1984年10月まで、毎月4冊ずつ各期100巻3期に分けて全300巻が刊行された。当初、講談社側は文庫（新書判の説もあり）での刊行を望んだが、手塚治虫からの希望でB6判での刊行となった。
- 第1期 1977年6月 - 1979年8月
- 第2期 1979年10月 - 1981年11月
- 第3期 1982年2月 - 1984年10月

そして手塚治虫の死後、1993年1月から第4期100冊の刊行が始まり、1997年12月に全400巻完結。別巻として漫画作品以外の「エッセイ」や「対談集」など18冊を含んでいる。
- 2001年3月 全400巻をデジタルデータ化し、DVD-ROM8枚のBOXに収めた『手塚治虫漫画大全集』が限定販売された。
- 2008年 オンラインで『漫画全集』を閲覧できる「手塚治虫マガジン倶楽部」（月額制）のサービスを開始した。
- 2009年 eBookJapanにて電子書籍版の販売を開始した[4]。
- 2011年 「手塚治虫マガジン倶楽部」の英語版「Osamu Tezuka Magazine Club」がサービスを開始した。

手塚治虫文庫全集
2009年10月からは手塚治虫生誕80周年記念刊行として文庫版『手塚治虫文庫全集』全200巻が刊行された。『漫画全集』を再編成したもので、エッセイ等が含まれないかわりに『漫画全集』未収録作品を含んでいる。
- 第1期（全57冊） 2009年10月 - 2010年5月
- 第2期（全50冊） 2010年06月 - 2011年1月
- 第3期（全47冊） 2011年02月 - 2011年9月
- 第4期（全46冊） 2011年10月 - 2012年5月

## 作品
凡例
- 通し番号は講談社全集の「MT番号」である。
- 収録・併録作品の欄が空欄になっている場合、そのタイトルには併録作品がない。不明ゆえの空欄ではないことに注意されたし。
- 初出および掲載誌/出版社の欄の年号は「初出の発表時期」を示す。これに対し発行年は「講談社手塚治虫漫画全集における発行年」を示す。
- 括弧内の文字列はその作品の「初出時の原題」を示す。
- 赤リンクからリンクを外す必要はない。

| 通し番号              | タイトル                          | 巻数                                               | 収録・併録作品                                             | 初出および掲載誌/出版社 | 初出および掲載誌/出版社 | 発行年 |
| --------------------- | --------------------------------- | -------------------------------------------------- | ---------------------------------------------------------- | --- | --- | --- |
| 1-3                   | ジャングル大帝                    | 全3巻                                              |                                                            | 1950年-66年 | 漫画少年 | 1977年 |
| 4-6                   | リボンの騎士                      | 全3巻                                              |                                                            | 1963年-66年 | なかよし | 1977年 |
| 7-8                   | ロック冒険記                      | 全2巻                                              | ロック冒険記                                               | 1952年-54年 | 少年クラブ | 1977年 |
| 7-8                   | ロック冒険記                      | 全2巻                                              | 摩天楼小僧                                                 | 1952年 | 少年クラブ | 1977年 |
| 7-8                   | ロック冒険記                      | 全2巻                                              | 火山島少年                                                 | 1952年 | 少年クラブ | 1977年 |
| 9                     | 地球の悪魔                        | 全1巻                                              | 地球の悪魔（地球1954）                                     | 1954年 | 冒険王 | 1977年 |
| 9                     | 地球の悪魔                        | 全1巻                                              | 大洪水時代                                                 | 1955年 | おもしろブック | 1977年 |
| 10                    | 罪と罰                            | 全1巻                                              |                                                            | 1953年 | 東光堂 | 1977年 |
| 11                    | 新選組                            | 全1巻                                              |                                                            | 1963年 | 少年ブック | 1977年 |
| 12-19                 | ぼくの孫悟空                      | 全8巻                                              | ぼくの孫悟空                                               | 1952年-59年 | 漫画王 | 1977-80年 |
| 12-19                 | ぼくの孫悟空                      | 全8巻                                              | リンリンちゃん                                             | 1960年 | ひとみ | 1977-80年 |
| 20                    | スリル博士                        | 全1巻                                              |                                                            | 1959年 | 少年サンデー | 1979年 |
| 21-24                 | 0マン                             | 全4巻                                              |                                                            | 1959年-60年 | 少年サンデー | 1978年 |
| 25-26                 | キャプテンKen                     | 全2巻                                              |                                                            | 1960年-61年 | 少年サンデー | 1978年 |
| 27-28                 | 白いパイロット                    | 全2巻                                              |                                                            | 1961年-62年 | 少年サンデー | 1978-79年 |
| 29                    | 勇者ダン                          | 全1巻                                              |                                                            | 1962年 | 少年サンデー | 1979年 |
| 30                    | 虹のとりで                        | 全1巻                                              | 虹のとりで                                                 | 1956年-57年 | なかよし | 1980年 |
| 30                    | 虹のとりで                        | 全1巻                                              | 野ばらの精                                                 | 1962年 | なかよし | 1980年 |
| 31-34                 | きりひと讃歌                      | 全4巻                                              |                                                            | 1970年-71年 | ビッグコミック | 1977年 |
| 35-37                 | アポロの歌                        | 全3巻                                              | アポロの歌                                                 | 1970年 | 少年キング | 1977年 |
| 35-37                 | アポロの歌                        | 全3巻                                              | がらくたの詩                                               | 1969年 | 少年サンデー | 1977年 |
| 38                    | 平原太平記                        | 全1巻                                              | 平原太平記                                                 | 1950年 | 東光堂 | 1977年 |
| 38                    | 平原太平記                        | 全1巻                                              | 月世界紳士                                                 | 1951年 | 漫画少年 | 1977年 |
| 39                    | 漫画大学                          | 全1巻                                              |                                                            | 1950年 | 東光堂 | 1977年 |
| 40                    | 冒険狂時代                        | 全1巻                                              |                                                            | 1951年-53年 | 冒険王 | 1978年 |
| 41                    | 弁慶                              | 全1巻                                              | 弁慶（はりきり弁慶）                                       | 1953年 | おもしろブック | 1978年 |
| 41                    | 弁慶                              | 全1巻                                              | 後藤又兵衛                                                 | 1954年 | おもしろブック | 1978年 |
| 42                    | 新世界ルルー                      | 全1巻                                              | 新世界ルルー                                               | 1951年-52年 | 漫画と読物 | 1980年 |
| 42                    | 新世界ルルー                      | 全1巻                                              | 黄金都市                                                   | 1950年 | 冒険紙芝居 | 1980年 |
| 43                    | 38度線上の怪物                    | 全1巻                                              | 38度線上の怪物                                             | 1953年 | 少年画報 | 1981年 |
| 43                    | 38度線上の怪物                    | 全1巻                                              | 火星からきた男                                             | 1952年 | 少年画報 | 1981年 |
| 43                    | 38度線上の怪物                    | 全1巻                                              | 化石人間                                                   | 1952年 | 冒険王 | 1981年 |
| 43                    | 38度線上の怪物                    | 全1巻                                              | 化石人間の逆襲                                             | 1952年 | 冒険王 | 1981年 |
| 44                    | メトロポリス                      | 全1巻                                              |                                                            | 1949年 | 育英出版 | 1979年 |
| 45-46                 | 来るべき世界                      | 全2巻                                              |                                                            | 1951年 | 東光堂 | 1977-78年 |
| 47-49                 | ハトよ天まで                      | 全3巻                                              |                                                            | 1964年-67年 | サンケイ新聞 | 1977-78年 |
| 50                    | 夜明け城                          | 全1巻                                              | 夜明け城                                                   | 1959年-61年 | 中学一年コース 中学二年コース | 1978年 |
| 50                    | 夜明け城                          | 全1巻                                              | 夏草物語                                                   | 1954年 | 漫画少年 | 1978年 |
| 51                    | スーパー太平記                    | 全1巻                                              |                                                            | 1958年-59年 | 少年画報 | 1978年 |
| 52                    | 旋風Z                             | 全1巻                                              |                                                            | 1957年-58年 | 少年クラブ | 1978年 |
| 53                    | 双子の騎士                        | 全1巻                                              |                                                            | 1958年-59年 | なかよし | 1978年 |
| 54                    | ジェットキング                    | 全1巻                                              | ジェットキング                                             | 1959年 | 漫画王 | 1978年 |
| 54                    | ジェットキング                    | 全1巻                                              | 光                                                         | 1959年 | 漫画王 | 1978年 |
| 55                    | フィルムは生きている              | 全1巻                                              |                                                            | 1958年-59年 | 中学一年コース 中学二年コース | 1977年 |
| 56-57                 | ふしぎな少年                      | 全2巻                                              |                                                            | 1961年-62年 | 少年クラブ | 1978-79年 |
| 58                    | 黄金のトランク                    | 全1巻                                              |                                                            | 1957年 | 西日本新聞 | 1979年 |
| 59                    | ふしぎ旅行記                      | 全1巻                                              |                                                            | 1950年 | 家村文翫堂 | 1979年 |
| 60                    | ファウスト                        | 全1巻                                              | ファウスト                                                 | 1949年 | 不二書房 | 1979年 |
| 60                    | ファウスト                        | 全1巻                                              | 赤い雪                                                     | 1955年 | 少女の友 | 1979年 |
| 61                    | ライオンブックス                  | 第1巻                                              | 安達が原                                                   | 1971年 | 少年ジャンプ | 1977年 |
| 61                    | ライオンブックス                  | 第1巻                                              | 荒野の七ひき                                               | 1972年 | 少年ジャンプ | 1977年 |
| 61                    | ライオンブックス                  | 第1巻                                              | はるかなる星                                               | 1973年 | 少年ジャンプ | 1977年 |
| 61                    | ライオンブックス                  | 第1巻                                              | あかずの教室                                               | 1971年 | 少年ジャンプ | 1977年 |
| 62                    | ライオンブックス                  | 第2巻                                              | 白縫                                                       | 1971年 | 少年ジャンプ | 1977年 |
| 62                    | ライオンブックス                  | 第2巻                                              | モモンガのムサ                                             | 1971年 | 少年ジャンプ | 1977年 |
| 62                    | ライオンブックス                  | 第2巻                                              | コラープス                                                 | 1971年 | 少年ジャンプ | 1977年 |
| 62                    | ライオンブックス                  | 第2巻                                              | 奇動館                                                     | 1973年 | 少年ジャンプ | 1977年 |
| 63                    | ライオンブックス                  | 第3巻                                              | マンションOBA                                              | 1972年 | 少年ジャンプ | 1977年 |
| 63                    | ライオンブックス                  | 第3巻                                              | 春らんまんの花の色                                         | 1972年 | 少年ジャンプ | 1977年 |
| 63                    | ライオンブックス                  | 第3巻                                              | 耳ガラス （耳鴉/でんでこでん）                             | 1972年 | 少年ジャンプ | 1977年 |
| 64                    | ライオンブックス                  | 第4巻                                              | ミューズとドン                                             | 1972年 | 少年ジャンプ | 1978年 |
| 64                    | ライオンブックス                  | 第4巻                                              | おふくろの河                                               | 1972年 | 少年ジャンプ | 1978年 |
| 65                    | ライオンブックス                  | 第5巻                                              | 百物語                                                     | 1971年 | 少年ジャンプ | 1978年 |
| 66                    | 大暴走                            | 全1巻                                              | 大暴走                                                     | 1969年 | 別冊少年マガジン | 1981年 |
| 66                    | 大暴走                            | 全1巻                                              | 虎人境                                                     | 1969年 | 少年キング | 1981年 |
| 66                    | 大暴走                            | 全1巻                                              | 黄色魔境                                                   | 1969年 | 少年キング | 1981年 |
| 67                    | すっぽん物語                      | 全1巻                                              | すっぽん物語                                               | 1970年 | 漫画読本 | 1981年 |
| 67                    | すっぽん物語                      | 全1巻                                              | タイムマシンのみこと                                       | 1967年 | アサヒ芸能 | 1981年 |
| 67                    | すっぽん物語                      | 全1巻                                              | 品川心中                                                   | 1966年 | 漫画サンデー | 1981年 |
| 67                    | すっぽん物語                      | 全1巻                                              | セクソダス                                                 | 1975年 | 週刊プレイボーイ | 1981年 |
| 67                    | すっぽん物語                      | 全1巻                                              | 負け女郎                                                   | 1972年 | 漫画サンデー | 1981年 |
| 67                    | すっぽん物語                      | 全1巻                                              | ヌーディアン列島                                           | 1968年 | 現代 | 1981年 |
| 68                    | 丹下左膳                          | 全1巻                                              | 丹下左膳                                                   | 1954年 | おもしろブック | 1981年 |
| 68                    | 丹下左膳                          | 全1巻                                              | ピストルをあたまにのせた人びと                             | 1952年 | 少年画報 | 1981年 |
| 69                    | サボテン君                        | 全1巻                                              |                                                            | 1951年-54年 | 少年画報 | 1980年 |
| 70                    | レモン・キッド                    | 全1巻                                              | レモン・キッド                                             | 1953年 | 冒険王 | 1980年 |
| 70                    | レモン・キッド                    | 全1巻                                              | 黒い峡谷                                                   | 1954年 | おもしろブック | 1980年 |
| 71                    | 太平洋Xポイント                   | 全1巻                                              | 太平洋Xポイント （太平洋X點）                              | 1953年 | 冒険王 | 1980年 |
| 71                    | 太平洋Xポイント                   | 全1巻                                              | 世界を滅ぼす男                                             | 1954年 | 冒険王 | 1980年 |
| 72                    | アリと巨人                        | 全1巻                                              |                                                            | 1961年-62年 | 中学一年コース 中学二年コース | 1979年 |
| 73                    | 化石島                            | 全1巻                                              | 化石島                                                     | 1951年 | 東光堂 | 1979年 |
| 73                    | 化石島                            | 全1巻                                              | ロビンちゃん                                               | 1954年 | 少女の友 | 1979年 |
| 73                    | 化石島                            | 全1巻                                              | 龍が淵の乙女                                               | 1954年-55年 | 少女の友 | 1979年 |
| 74                    | 鉄の道                            | 全1巻                                              |                                                            | 1962年-63年 | 小学六年生 中学生の友一年 | 1979年 |
| 75-76                 | エンゼルの丘                      | 全2巻                                              |                                                            | 1960年-61年 | なかよし | 1978年 |
| 77                    | グランドール                      | 全1巻                                              |                                                            | 1968年 | 少年ブック | 1978年 |
| 78                    | SFミックス                        | 第1巻                                              | 偉大なるゼオ                                               | 1964年 | 少年サンデー | 1979年 |
| 78                    | SFミックス                        | 第1巻                                              | バチス号浮上せず                                           | 1963年 | 少年サンデー | 1979年 |
| 78                    | SFミックス                        | 第1巻                                              | 2から2を消せば2                                            | 1962年 | 別冊少年サンデー | 1979年 |
| 78                    | SFミックス                        | 第1巻                                              | 人間牧場                                                   | 1961年 | 別冊少年サンデー | 1979年 |
| 78                    | SFミックス                        | 第1巻                                              | 最後はきみだ!                                              | 1963年 | 別冊少年サンデー | 1979年 |
| 78                    | SFミックス                        | 第1巻                                              | 宇宙からのSOS                                              | 1962年 | 少年ブック | 1979年 |
| 78                    | SFミックス                        | 第1巻                                              | 光線銃ジャック                                             | 1963年 | 少年サンデー | 1979年 |
| 78                    | SFミックス                        | 第1巻                                              | だれかが狂ってる!                                          | 1960年 | 別冊少年サンデー | 1979年 |
| 78                    | SFミックス                        | 第1巻                                              | バックネットの青い影 （バックネットの青い彼）              | 1962年 | 別冊冒険王 | 1979年 |
| 79                    | SFミックス                        | 第2巻                                              | 悪魔の音                                                   | 1963年 | 少年サンデー | 1979年 |
| 79                    | SFミックス                        | 第2巻                                              | ドースン一家の記録                                         | 1961年 | 別冊少年サンデー | 1979年 |
| 79                    | SFミックス                        | 第2巻                                              | 秘密指令第3号                                              | 1960年 | 別冊少年サンデー | 1979年 |
| 79                    | SFミックス                        | 第2巻                                              | ビルの中の目                                               | 1963年 | 少年サンデー | 1979年 |
| 79                    | SFミックス                        | 第2巻                                              | 未来をのぞく3人                                            | 1958年 | 冒険王 | 1979年 |
| 79                    | SFミックス                        | 第2巻                                              | 午前7時の地下室 （指令!午前7時）                           | 1956年 | 冒険王 | 1979年 |
| 79                    | SFミックス                        | 第2巻                                              | 刹那                                                       | 1959年 | X 第1号 | 1979年 |
| 79                    | SFミックス                        | 第2巻                                              | 荒野の弾痕                                                 | 1957年 | おもしろブック | 1979年 |
| 80                    | SFファンシーフリー                | 全1巻                                              | 炎症                                                       | 1963年 | SFマガジン | 1979年 |
| 80                    | SFファンシーフリー                | 全1巻                                              | うしろの正面                                               | 1963年 | SFマガジン | 1979年 |
| 80                    | SFファンシーフリー                | 全1巻                                              | そこに指が                                                 | 1963年 | SFマガジン | 1979年 |
| 80                    | SFファンシーフリー                | 全1巻                                              | 一寸の虫                                                   | 1963年 | SFマガジン | 1979年 |
| 80                    | SFファンシーフリー                | 全1巻                                              | 24時間まえの男                                             | 1964年 | SFマガジン | 1979年 |
| 80                    | SFファンシーフリー                | 全1巻                                              | ゼンソクの男                                               | 1963年 | SFマガジン | 1979年 |
| 80                    | SFファンシーフリー                | 全1巻                                              | 緑の果て                                                   | 1963年 | SFマガジン | 1979年 |
| 80                    | SFファンシーフリー                | 全1巻                                              | 七日目                                                     | 1963年 | SFマガジン | 1979年 |
| 80                    | SFファンシーフリー                | 全1巻                                              | ガリバー旅行記                                             | 1963年-64年 | SFマガジン | 1979年 |
| 80                    | SFファンシーフリー                | 全1巻                                              | ドオベルマン                                               | 1970年 | SFマガジン | 1979年 |
| 80                    | SFファンシーフリー                | 全1巻                                              | シャミー1000                                               | 1968年 | 高一コース | 1979年 |
| 80                    | SFファンシーフリー                | 全1巻                                              | 7日の恐怖                                                  | 1969年 | デラックス少年サンデー | 1979年 |
| 80                    | SFファンシーフリー                | 全1巻                                              | 赤の他人                                                   | 1970年 | デラックス少年サンデー | 1979年 |
| 81-82                 | 人間ども集まれ!                   | 全2巻                                              |                                                            | 1967年-68年 | 漫画サンデー | 1978年 |
| 83                    | フースケ                          | 全1巻                                              | ペックスばんざい                                           | 1969年 | 漫画サンデー | 1979年 |
| 83                    | フースケ                          | 全1巻                                              | 月に吠える女たち                                           | 1969年 | 漫画サンデー | 1979年 |
| 83                    | フースケ                          | 全1巻                                              | くるします・いぶ                                           | 1969年 | 漫画サンデー | 1979年 |
| 83                    | フースケ                          | 全1巻                                              | 敷金ナシ!                                                  | 1970年 | 漫画サンデー | 1979年 |
| 83                    | フースケ                          | 全1巻                                              | 無能商事株式会社                                           | 1970年 | 漫画サンデー | 1979年 |
| 83                    | フースケ                          | 全1巻                                              | 占性術入門                                                 | 1969年 | 漫画サンデー | 1979年 |
| 83                    | フースケ                          | 全1巻                                              | どんけつ紳士                                               | 1970年 | 漫画サンデー | 1979年 |
| 83                    | フースケ                          | 全1巻                                              | 巨人と玩具                                                 | 1971年 | 漫画サンデー | 1979年 |
| 83                    | フースケ                          | 全1巻                                              | げてもの                                                   | 1970年 | 漫画サンデー | 1979年 |
| 83                    | フースケ                          | 全1巻                                              | フースケ風雲録                                             | 1970年 | 漫画サンデー | 1979年 |
| 83                    | フースケ                          | 全1巻                                              | 狐聊                                                       | 1972年 | 小説サンデー毎日 | 1979年 |
| 84                    | ひょうたん駒子                    | 全1巻                                              | ひょうたん駒子                                             | 1957年-58年 | 平凡 | 1980年 |
| 84                    | ひょうたん駒子                    | 全1巻                                              | 週間探偵登場                                               | 1959年-61年 | 別冊週刊漫画TIMES | 1980年 |
| 85-86                 | リボンの騎士 少女クラブ版         | 全2巻                                              |                                                            | 1953年-56年 | 少女クラブ | 1979年 |
| 87                    | 虹のプレリュード                  | 全1巻                                              | 虹のプレリュード                                           | 1975年 | 少女コミック | 1977年 |
| 87                    | 虹のプレリュード                  | 全1巻                                              | カーテンは今夜も青い                                       | 1958年 | 少女 | 1977年 |
| 87                    | 虹のプレリュード                  | 全1巻                                              | ベニスの商人                                               | 1959年 | 中学一年コース | 1977年 |
| 87                    | 虹のプレリュード                  | 全1巻                                              | 孔雀貝（みどりの真珠）                                     | 1958年 | 少女クラブ | 1977年 |
| 87                    | 虹のプレリュード                  | 全1巻                                              | 白くじゃくの歌                                             | 1959年 | なかよし | 1977年 |
| 88                    | メタモルフォーゼ                  | 全1巻                                              | ザムザ復活                                                 | 1976年 | 月刊少年マガジン | 1977年 |
| 88                    | メタモルフォーゼ                  | 全1巻                                              | べんけいと牛若                                             | 1976年 | 月刊少年マガジン | 1977年 |
| 88                    | メタモルフォーゼ                  | 全1巻                                              | 大将軍森へ行く                                             | 1976年 | 月刊少年マガジン | 1977年 |
| 88                    | メタモルフォーゼ                  | 全1巻                                              | すべていつわりの家                                         | 1976年 | 月刊少年マガジン | 1977年 |
| 88                    | メタモルフォーゼ                  | 全1巻                                              | ウオビット                                                 | 1976年 | 月刊少年マガジン | 1977年 |
| 88                    | メタモルフォーゼ                  | 全1巻                                              | 聖なる広場の物語                                           | 1977年 | 月刊少年マガジン | 1977年 |
| 88                    | メタモルフォーゼ                  | 全1巻                                              | おけさのひょう六                                           | 1974年 | 少年マガジン | 1977年 |
| 89-90                 | アラバスター                      | 全2巻                                              |                                                            | 1970年-71年 | 少年チャンピオン | 1978-79年 |
| 91-92                 | ダスト8                           | 全2巻                                              | ダスト8（ダスト18）                                        | 1972年 | 少年サンデー | 1979年 1981年 |
| 91-92                 | ダスト8                           | 全2巻                                              | バカ一（バカちょん）                                       | 1971年 | 少年サンデー | 1979年 1981年 |
| 93                    | ボンバ!                           | 全1巻                                              | ボンバ!                                                    | 1970年 | 別冊少年マガジン | 1979年 |
| 93                    | ボンバ!                           | 全1巻                                              | 魔の山                                                     | 1972年 | 少年サンデー | 1979年 |
| 94-95                 | 鳥人大系                          | 全2巻                                              | 鳥人大系                                                   | 1971年-75年 | SFマガジン | 1980年 |
| 94-95                 | 鳥人大系                          | 全2巻                                              | よろめき動物記                                             | 1964年-65年 | サンデー毎日 | 1980年 |
| 96                    | 鉄の旋律                          | 全1巻                                              | 鉄の旋律                                                   | 1974年-75年 | 増刊ヤングコミック | 1980年 |
| 96                    | 鉄の旋律                          | 全1巻                                              | 白い幻影                                                   | 1972年 | 女性セブン | 1980年 |
| 96                    | 鉄の旋律                          | 全1巻                                              | レボリューション                                           | 1973年 | 漫画サンデー | 1980年 |
| 97-100                | シュマリ                          | 全4巻                                              |                                                            | 1974年-76年 | ビッグコミック | 1978-79年 |
| 101-113               | 三つ目がとおる                    | 全13巻                                             |                                                            | 1974年-78年 | 少年マガジン | 1977-81年 |
| 114-118               | オズマ隊長                        | 全5巻                                              |                                                            | 1961年-64年 | 産経新聞 | 1981年 |
| 119-120               | ロップくん                        | 全2巻                                              | ロップくん                                                 | 1963年-65年 | 小学一年生 小学二年生 小学三年生 | 1980年 |
| 119-120               | ロップくん                        | 全2巻                                              | ボンゴ                                                     | 1964年-65年 | 小学一年生 | 1980年 |
| 121                   | タイガーブックス                  | 第1巻                                              | タイガーランド                                             | 1974年 | 赤旗日曜版 | 1978年 |
| 122                   | タイガーブックス                  | 第2巻                                              | 悪右衛門                                                   | 1973年 | 別冊少年ジャンプ | 1978年 |
| 122                   | タイガーブックス                  | 第2巻                                              | 原人イシの物語                                             | 1975年 | 少年サンデー | 1978年 |
| 122                   | タイガーブックス                  | 第2巻                                              | 低俗天使                                                   | 1975年 | 少年ジャンプ | 1978年 |
| 122                   | タイガーブックス                  | 第2巻                                              | ぬし                                                       | 1972年 | 少年チャンピオン | 1978年 |
| 123                   | タイガーブックス                  | 第3巻                                              | ころすけの橋                                               | 1978年 | 少年サンデー | 1978年 |
| 123                   | タイガーブックス                  | 第3巻                                              | カノン                                                     | 1974年 | 漫画アクション | 1978年 |
| 123                   | タイガーブックス                  | 第3巻                                              | ロロの旅路                                                 | 1973年 | 少年ジャンプ | 1978年 |
| 123                   | タイガーブックス                  | 第3巻                                              | 雨ふり小僧                                                 | 1975年 | 月刊少年ジャンプ | 1978年 |
| 123                   | タイガーブックス                  | 第3巻                                              | ガラスの脳                                                 | 1971年 | 少年サンデー | 1978年 |
| 124                   | タイガーブックス                  | 第4巻                                              | モンモン山が泣いてるよ                                     | 1979年 | 月刊少年ジャンプ | 1979年 |
| 124                   | タイガーブックス                  | 第4巻                                              | ヤジとボク                                                 | 1975年 | 月刊少年ジャンプ | 1979年 |
| 124                   | タイガーブックス                  | 第4巻                                              | 0次元の丘                                                  | 1969年 | 少年サンデー | 1979年 |
| 124                   | タイガーブックス                  | 第4巻                                              | るんは風の中                                               | 1979年 | 月刊少年ジャンプ | 1979年 |
| 124                   | タイガーブックス                  | 第4巻                                              | 新・聊斎志異 女郎蜘蛛                                      | 1971年 | 少年キング | 1979年 |
| 124                   | タイガーブックス                  | 第4巻                                              | 新・聊斎志異 お常                                          | 1971年 | 少年キング | 1979年 |
| 125                   | タイガーブックス                  | 第5巻                                              | 二人のショーグン                                           | 1979年 | 少年サンデー | 1979年 |
| 125                   | タイガーブックス                  | 第5巻                                              | 八丁池のゴロ                                               | 1968年 | 赤旗日曜版 | 1979年 |
| 125                   | タイガーブックス                  | 第5巻                                              | 火の輪                                                     | 1961年 | 少女サンデー | 1979年 |
| 125                   | タイガーブックス                  | 第5巻                                              | てんてけマーチ                                             | 1977年 | 月刊少年ジャンプ | 1979年 |
| 126                   | タイガーブックス                  | 第6巻                                              | 山太郎かえる                                               | 1980年 | 月刊少年ジャンプ | 1980年 |
| 126                   | タイガーブックス                  | 第6巻                                              | ゼフィルス                                                 | 1971年 | 少年サンデー | 1980年 |
| 126                   | タイガーブックス                  | 第6巻                                              | 海の姉弟                                                   | 1973年 | 少年チャンピオン | 1980年 |
| 126                   | タイガーブックス                  | 第6巻                                              | 走れ!クロノス                                              | 1976年 | 中一時代 | 1980年 |
| 127                   | タイガーブックス                  | 第7巻                                              | グロテスクへの招待                                         | 1981年 | 月刊少年ジャンプ | 1982年 |
| 127                   | タイガーブックス                  | 第7巻                                              | いないいないばあ                                           | 1981年 | 月刊少年ジャンプ | 1982年 |
| 127                   | タイガーブックス                  | 第7巻                                              | 四谷快談                                                   | 1976年 | 少年ジャンプ | 1982年 |
| 127                   | タイガーブックス                  | 第7巻                                              | さらばアーリイ                                             | 1981年 | 少年キング | 1982年 |
| 127                   | タイガーブックス                  | 第7巻                                              | ハヌマンの冒険                                             | 1973年 | 希望の友 | 1982年 |
| 127                   | タイガーブックス                  | 第7巻                                              | ひとでの秘密                                               | 1973年 | 中一時代 | 1982年 |
| 128                   | タイガーブックス                  | 第8巻                                              | ダリとの再会                                               | 1982年 | 少年マガジン | 1984年 |
| 128                   | タイガーブックス                  | 第8巻                                              | はなたれ浄土                                               | 1983年 | 月刊少年ジャンプ | 1984年 |
| 128                   | タイガーブックス                  | 第8巻                                              | こじき姫ルンペネラ                                         | 1980年 | ヤングマガジン | 1984年 |
| 129                   | マァチャンの日記帳                | 全1巻                                              | マァチャンの日記帳                                         | 1946年 | 少国民新聞 毎日小学生新聞関西版 | 1982年 |
| 129                   | マァチャンの日記帳                | 全1巻                                              | 珍念と京ちゃん                                             | 1946年 | 京都日日新聞 | 1982年 |
| 129                   | マァチャンの日記帳                | 全1巻                                              | AチャンB子チャン探険記                                     | 1946年 | 毎日小学生新聞関西版 | 1982年 |
| 129                   | マァチャンの日記帳                | 全1巻                                              | あんてな一家                                               | 1955年-56年 | 朝日新聞日曜版 | 1982年 |
| 129                   | マァチャンの日記帳                | 全1巻                                              | ぐっちゃん                                                 | 1956年 | 毎日小学生新聞 | 1982年 |
| 129                   | マァチャンの日記帳                | 全1巻                                              | ピンピン生ちゃん                                           | 1958年-59年 | たのしい三年生 | 1982年 |
| 129                   | マァチャンの日記帳                | 全1巻                                              | ケン一探偵長                                               | 1959年-60年 | さんわ子供新聞 | 1982年 |
| 129                   | マァチャンの日記帳                | 全1巻                                              | 電子夫人                                                   | 1959年-60年 | くらしのしおり | 1982年 |
| 129                   | マァチャンの日記帳                | 全1巻                                              | おはようクスコ!                                            | 1971年-72年 | 朝日新聞日曜版 | 1982年 |
| 130                   | ロストワールド                    | 全1巻                                              |                                                            | 1948年 | 不二書房 | 1982年 |
| 131-133               | 未来人カオス                      | 全3巻                                              |                                                            | 1978年-79年 | 少年マガジン | 1978-79年 |
| 134-135               | ケン1探偵長                       | 全2巻                                              | ケン1探偵長                                                | 1954年-56年 | 少年クラブ | 1980年 |
| 134-135               | ケン1探偵長                       | 全2巻                                              | くも屋敷の鍵穴                                             | 1957年 | 冒険王 | 1980年 |
| 136                   | アバンチュール21                  | 全1巻                                              |                                                            | 1970年-71年 | 少年少女新聞 | 1980年 |
| 137                   | ピピちゃん                        | 全1巻                                              |                                                            | 1951年-53年 | おもしろブック | 1982年 |
| 138                   | ジャングル魔境                    | 全1巻                                              | ジャングル魔境                                             | 1948年 | 東光堂 | 1982年 |
| 138                   | ジャングル魔境                    | 全1巻                                              | シャリ河の秘密基地 （ターザンの秘密基地）                  | 1948年 | 東光堂 | 1982年 |
| 139-141               | W3                                | 全3巻                                              |                                                            | 1965年-66年 | 少年サンデー | 1980-81年 |
| 142-144               | バンパイヤ                        | 第1巻 第2巻 第3巻                                  |                                                            | 1966年-67年 | 少年サンデー | 1979年 |
| 145-146               | ばるぼら                          | 全2巻                                              |                                                            | 1973年-74年 | ビッグコミック | 1982年 |
| 147-150               | どろろ                            | 全4巻                                              |                                                            | 1967年-68年 | 少年サンデー | 1981年 |
| 151-168               | ブラック・ジャック                | 全18巻                                             |                                                            | 1973年-83年 | 少年チャンピオン | 1977-83年 |
| 169-170               | ブルンガ1世                       | 全2巻                                              |                                                            | 1968年-69年 | 冒険王 | 1983年 |
| 171-172               | 上を下へのジレッタ                | 全2巻                                              |                                                            | 1968年-69年 | 漫画サンデー | 1983年 |
| 173                   | 珍アラビアンナイト                | 全1巻                                              | 珍アラビアンナイト                                         | 1951年 | 東光堂 | 1982年 |
| 173                   | 珍アラビアンナイト                | 全1巻                                              | 一千年后の世界                                             | 1948年 | 東光堂 | 1982年 |
| 174-175               | 鬼丸大将                          | 全2巻                                              |                                                            | 1969年 | 少年キング | 1979年 |
| 176-178               | ノーマン                          | 全3巻                                              |                                                            | 1968年 | 少年キング | 1981年 |
| 179                   | ゴッドファーザーの息子            | 全1巻                                              | ゴッドファーザーの息子                                     | 1973年 | 別冊少年ジャンプ | 1982年 |
| 179                   | ゴッドファーザーの息子            | 全1巻                                              | ふたりでリンゲル・ロックを                                 | 1982年 | 月刊少年ジャンプ | 1982年 |
| 179                   | ゴッドファーザーの息子            | 全1巻                                              | ブタのヘソのセレナーデ                                     | 1971年 | 少年ジャンプ | 1982年 |
| 179                   | ゴッドファーザーの息子            | 全1巻                                              | ずんべら                                                   | 1975年 | 少年キング | 1982年 |
| 179                   | ゴッドファーザーの息子            | 全1巻                                              | 月と狼たち                                                 | 1972年 | 少年ジャンプ | 1982年 |
| 180-182               | フライングベン                    | 全3巻                                              |                                                            | 1966年-67年 | 少年ブック | 1979-80年 |
| 183-185               | ミクロイドS                       | 全3巻                                              |                                                            | 1973年 | 少年チャンピオン | 1981年 |
| 186-188               | マグマ大使                        | 全3巻                                              | マグマ大使                                                 | 1965年-67年 | 少年画報 | 1980年 |
| 186-188               | マグマ大使                        | 全3巻                                              | 机の中へこんにちは                                         | 1968年 | 中二コース | 1980年 |
| 189-192               | 海のトリトン                      | 全4巻                                              | 海のトリトン （青いトリトン）                              | 1969年-71年 | サンケイ新聞 | 1979-80年 |
| 193-196               | ナンバー7                         | 全4巻                                              |                                                            | 1961年-63年 | 日の丸 | 1980-81年 |
| 197-199               | 奇子                              | 全3巻                                              |                                                            | 1972年-73年 | ビッグコミック | 1981年 |
| 200                   | 火の鳥 少女クラブ版               | 全1巻                                              | エジプト編 ギリシャ編 ローマ編                             | 1956年-57年 | 少女クラブ | 1980年 |
| 201 202               | 火の鳥                            | 第1巻 第2巻                                        | 黎明編                                                     | 1967年 | COM | 1978年 |
| 203                   | 火の鳥                            | 第3巻                                              | 未来編                                                     | 1967年-68年 | COM | 1980年 |
| 204                   | 火の鳥                            | 第4巻                                              | ヤマト編 宇宙編                                            | 1968年-69年 1969年 | COM | 1980年 |
| 205 206               | 火の鳥                            | 第5巻 第6巻                                        | 鳳凰編                                                     | 1969年-70年 | COM | 1982年 |
| 207 208               | 火の鳥                            | 第7巻 第8巻                                        | 復活編 羽衣編                                              | 1970年-71年 1971年 | COM | 1983年 |
| 209 210               | 火の鳥                            | 第9巻 第10巻                                       | 望郷編                                                     | 1976年-78年 | マンガ少年 | 1983年 |
| 211 212               | 火の鳥                            | 第11巻 第12巻                                      | 乱世編                                                     | 1978年-80年 | マンガ少年 | 1983年 |
| 213                   | ガムガムパンチ                    | 全1巻                                              |                                                            | 1968年-69年 | 小学一年生 小学二年生 | 1984年 |
| 214                   | ナスビ女王                        | 全1巻                                              |                                                            | 1954年-55年 | 少女 | 1983年 |
| 215-216               | おれは猿飛だ!                     | 全2巻                                              | おれは猿飛だ!                                              | 1960年-61年 | 漫画王 | 1982年 |
| 215-216               | おれは猿飛だ!                     | 全2巻                                              | こだまちゃん                                               | 1959年-60年 | 小学三年生 | 1982年 |
| 217                   | 魔法屋敷                          | 全1巻                                              |                                                            | 1948年 | 不二書房 | 1982年 |
| 218                   | ザ・クレーター                    | 第1巻                                              | 鈴が鳴った                                                 | 1969年 | 少年チャンピオン | 1982年 |
| 218                   | ザ・クレーター                    | 第1巻                                              | 溶けた男                                                   | 1969年 | 少年チャンピオン | 1982年 |
| 218                   | ザ・クレーター                    | 第1巻                                              | 雪野郎                                                     | 1969年 | 少年チャンピオン | 1982年 |
| 218                   | ザ・クレーター                    | 第1巻                                              | 紫のベムたち                                               | 1970年 | 少年チャンピオン | 1982年 |
| 218                   | ザ・クレーター                    | 第1巻                                              | 生けにえ                                                   | 1970年 | 少年チャンピオン | 1982年 |
| 218                   | ザ・クレーター                    | 第1巻                                              | 双頭の蛇                                                   | 1969年 | 少年チャンピオン | 1982年 |
| 219                   | ザ・クレーター                    | 第2巻                                              | オクチンの奇怪な体験                                       | 1969年 | 少年チャンピオン | 1982年 |
| 219                   | ザ・クレーター                    | 第2巻                                              | 大あたりの季節                                             | 1970年 | 少年チャンピオン | 1982年 |
| 219                   | ザ・クレーター                    | 第2巻                                              | オクチンの大いなる怪盗                                     | 1970年 | 少年チャンピオン | 1982年 |
| 219                   | ザ・クレーター                    | 第2巻                                              | 二つのドラマ                                               | 1969年 | 少年チャンピオン | 1982年 |
| 219                   | ザ・クレーター                    | 第2巻                                              | 巴の面                                                     | 1970年 | 少年チャンピオン | 1982年 |
| 219                   | ザ・クレーター                    | 第2巻                                              | 三人の侵略者                                               | 1969年 | 少年チャンピオン | 1982年 |
| 220                   | ザ・クレーター                    | 第3巻                                              | 八角形の館                                                 | 1969年 | 少年チャンピオン | 1982年 |
| 220                   | ザ・クレーター                    | 第3巻                                              | 風穴                                                       | 1969年 | 少年チャンピオン | 1982年 |
| 220                   | ザ・クレーター                    | 第3巻                                              | ブルンネンの謎                                             | 1970年 | 少年チャンピオン | 1982年 |
| 220                   | ザ・クレーター                    | 第3巻                                              | 墜落機                                                     | 1969年 | 少年チャンピオン | 1982年 |
| 220                   | ザ・クレーター                    | 第3巻                                              | ジャムボ                                                   | 1974年 | 中一時代 | 1982年 |
| 220                   | ザ・クレーター                    | 第3巻                                              | クレーターの男                                             | 1970年 | 少年チャンピオン | 1982年 |
| 221-238               | 鉄腕アトム                        | 全18巻                                             |                                                            | 1951年-68年 1964年-66年 | 少年 鉄腕アトムクラブ | 1979-81年 |
| 239                   | ショートアラベスク                | 全1巻                                              | 刑事もどき                                                 | 1973年-74年 | コミック&コミック | 1982年 |
| 239                   | ショートアラベスク                | 全1巻                                              | 苦情銀行                                                   | 1969年 | サンデー毎日読物専科 | 1982年 |
| 239                   | ショートアラベスク                | 全1巻                                              | 一族参上                                                   | 1970年 | サンデー毎日読物専科 | 1982年 |
| 239                   | ショートアラベスク                | 全1巻                                              | 角                                                         | 1972年 | 小説サンデー毎日 | 1982年 |
| 239                   | ショートアラベスク                | 全1巻                                              | ヒョーロク記 『宇宙のスフィンクス』含む                    | 1968年 | カラーコミック プレイコミック | 1982年 |
| 239                   | ショートアラベスク                | 全1巻                                              | 蛸の足                                                     | 1970年 | 小説サンデー毎日 | 1982年 |
| 239                   | ショートアラベスク                | 全1巻                                              | 現地調査                                                   | 1970年 | 小説サンデー毎日 | 1982年 |
| 239                   | ショートアラベスク                | 全1巻                                              | 声                                                         | 1970年 | 小説サンデー毎日 | 1982年 |
| 239                   | ショートアラベスク                | 全1巻                                              | 反射                                                       | 1971年 | 小説サンデー毎日 | 1982年 |
| 239                   | ショートアラベスク                | 全1巻                                              | 笑う男                                                     | 1971年 | 小説サンデー毎日 | 1982年 |
| 239                   | ショートアラベスク                | 全1巻                                              | 夜の客                                                     | 1972年 | 小説サンデー毎日 | 1982年 |
| 239                   | ショートアラベスク                | 全1巻                                              | ゲーム                                                     | 1971年 | 小説サンデー毎日 | 1982年 |
| 239                   | ショートアラベスク                | 全1巻                                              | 紐                                                         | 1970年 | 小説サンデー毎日 | 1982年 |
| 239                   | ショートアラベスク                | 全1巻                                              | 成功のあまきかおり                                         | 1972年 | 少年ジャンプ | 1982年 |
| 240-242               | アトム今昔物語                    | 全3巻                                              | アトム今昔物語 （鉄腕アトム）                              | 1967年-69年 | サンケイ新聞 | 1982年 |
| 243-246               | ビッグX                           | 全4巻                                              |                                                            | 1963年-66年 | 少年ブック | 1981年 |
| 247                   | 日本発狂                          | 全1巻                                              |                                                            | 1974年-75年 | 高一コース | 1982年 |
| 248-250               | ドン・ドラキュラ                  | 全3巻                                              |                                                            | 1979年 | 少年チャンピオン | 1982年 |
| 251                   | 鉄腕アトム 別巻                   | 第1巻                                              | アトム還る                                                 | 1972年 | 小学四年生 | 1982年 |
| 251                   | 鉄腕アトム 別巻                   | 第1巻                                              | 爆弾列車                                                   | 1968年 | サンケイ新聞 | 1982年 |
| 251                   | 鉄腕アトム 別巻                   | 第1巻                                              | 偏差値王国との対決                                         | 1976年 | 週刊朝日 | 1982年 |
| 251                   | 鉄腕アトム 別巻                   | 第1巻                                              | アトムの初恋                                               | 1969年 | ビッグコミック | 1982年 |
| 251                   | 鉄腕アトム 別巻                   | 第1巻                                              | ひょうたんなまず危機一髪                                   | 1965年 | サンデー毎日 | 1982年 |
| 251                   | 鉄腕アトム 別巻                   | 第1巻                                              | アトム二世                                                 | 1975年 | 文藝春秋デラックス | 1982年 |
| 251                   | 鉄腕アトム 別巻                   | 第1巻                                              | わが名は百科                                               | 1964年 | 漫画読本 | 1982年 |
| 251                   | 鉄腕アトム 別巻                   | 第1巻                                              | おまえが犯人だ                                             | 1975年 | 少年チャンピオン | 1982年 |
| 251                   | 鉄腕アトム 別巻                   | 第1巻                                              | アトムの最後                                               | 1970年 | 別冊少年マガジン | 1982年 |
| 252                   | 鉄腕アトム 別巻                   | 第2巻                                              |                                                            | 1980年-81年 1976年 | 小学二年生 月刊少年ジャンプ | 1982年 |
| 253                   | 地底国の怪人                      | 全1巻                                              |                                                            | 1948年 | 不二書房 | 1982年 |
| 254                   | 有尾人                            | 全1巻                                              | 有尾人                                                     | 1949年 | 不二書房 | 1982年 |
| 254                   | 有尾人                            | 全1巻                                              | 流線型事件                                                 | 1948年 | 娯楽社 | 1982年 |
| 255                   | ユフラテの樹                      | 全1巻                                              |                                                            | 1973年-74年 | 高一コース | 1983年 |
| 256                   | ジャングルタロ                    | 全1巻                                              |                                                            | 1958年-59年 | おもしろブック | 1982年 |
| 257                   | 冒険放送局                        | 全1巻                                              | 冒険放送局                                                 | 1960年 | 小学四年生 | 1982年 |
| 257                   | 冒険放送局                        | 全1巻                                              | ボンゴ                                                     | 1961年-62年 | 小学五年生 小学六年生 | 1982年 |
| 258                   | 雑巾と宝石                        | 全1巻                                              | 雑巾と宝石                                                 | 1957年 | 小説サロン | 1982年 |
| 258                   | 雑巾と宝石                        | 全1巻                                              | 第三帝国の崩壊                                             | 1955年 | 漫画読本 | 1982年 |
| 258                   | 雑巾と宝石                        | 全1巻                                              | 昆虫少女の放浪記                                           | 1955年 | 漫画読本 | 1982年 |
| 258                   | 雑巾と宝石                        | 全1巻                                              | スター・ダスト                                             | 1965年 | 漫画読本 | 1982年 |
| 258                   | 雑巾と宝石                        | 全1巻                                              | 日付健忘線                                                 | 1967年 | 漫画読本 | 1982年 |
| 258                   | 雑巾と宝石                        | 全1巻                                              | アポロはなぜ酔っ払ったか                                   | 1969年 | 漫画読本 | 1982年 |
| 258                   | 雑巾と宝石                        | 全1巻                                              | われ泣きぬれて島と                                         | 1966年 | 漫画読本 | 1982年 |
| 258                   | 雑巾と宝石                        | 全1巻                                              | 2・11事件                                                  | 1970年 | 漫画サンデー | 1982年 |
| 258                   | 雑巾と宝石                        | 全1巻                                              | やぶれかぶれ                                               | 1966年 | 漫画サンデー | 1982年 |
| 258                   | 雑巾と宝石                        | 全1巻                                              | 怪談雪隠館                                                 | 1969年 | 漫画サンデー | 1982年 |
| 259-260               | 地球を呑む                        | 全2巻                                              |                                                            | 1968年-69年 | ビッグコミック | 1982年 |
| 261                   | 時計仕掛けのりんご                | 全1巻                                              | 時計仕掛けのりんご                                         | 1969年 | 週刊ポスト | 1983年 |
| 261                   | 時計仕掛けのりんご                | 全1巻                                              | 処刑は3時におわった                                        | 1968年 | プレイコミック | 1983年 |
| 261                   | 時計仕掛けのりんご                | 全1巻                                              | 聖女懐妊                                                   | 1970年 | プレイコミック | 1983年 |
| 261                   | 時計仕掛けのりんご                | 全1巻                                              | バイパスの夜                                               | 1969年 | 週刊ポスト | 1983年 |
| 261                   | 時計仕掛けのりんご                | 全1巻                                              | 嚢                                                         | 1968年 | 漫画サンデー | 1983年 |
| 261                   | 時計仕掛けのりんご                | 全1巻                                              | イエロー・ダスト                                           | 1972年 | ヤングコミック | 1983年 |
| 261                   | 時計仕掛けのりんご                | 全1巻                                              | 悪魔の開幕                                                 | 1973年 | ヤングコミック | 1983年 |
| 261                   | 時計仕掛けのりんご                | 全1巻                                              | 帰還者                                                     | 1973年 | プレイコミック | 1983年 |
| 262-263               | I.L                               | 全2巻                                              | I.L                                                        | 1969年-70年 | ビッグコミック | 1982年 |
| 262-263               | I.L                               | 全2巻                                              | サロメの唇                                                 | 1972年 | ビッグコミック | 1982年 |
| 262-263               | I.L                               | 全2巻                                              | ステロタイプ                                               | 1973年 | 漫画サンデー | 1982年 |
| 264                   | 空気の底                          | 全1巻                                              | ジョーを訪ねた男                                           | 1968年 | プレイコミック | 1982年 |
| 264                   | 空気の底                          | 全1巻                                              | 野郎と断崖                                                 | 1968年 | プレイコミック | 1982年 |
| 264                   | 空気の底                          | 全1巻                                              | グランドメサの決闘                                         | 1969年 | プレイコミック | 1982年 |
| 264                   | 空気の底                          | 全1巻                                              | うろこが崎                                                 | 1969年 | プレイコミック | 1982年 |
| 264                   | 空気の底                          | 全1巻                                              | 夜の声                                                     | 1968年 | プレイコミック | 1982年 |
| 264                   | 空気の底                          | 全1巻                                              | そこに穴があった                                           | 1969年 | プレイコミック | 1982年 |
| 264                   | 空気の底                          | 全1巻                                              | カメレオン                                                 | 1969年 | プレイコミック | 1982年 |
| 264                   | 空気の底                          | 全1巻                                              | 猫の血                                                     | 1969年 | プレイコミック | 1982年 |
| 264                   | 空気の底                          | 全1巻                                              | わが谷は未知なりき                                         | 1969年 | プレイコミック | 1982年 |
| 264                   | 空気の底                          | 全1巻                                              | 暗い窓の女                                                 | 1969年 | プレイコミック | 1982年 |
| 264                   | 空気の底                          | 全1巻                                              | カタストロフ・イン・ザ・ダーク                             | 1970年 | プレイコミック | 1982年 |
| 264                   | 空気の底                          | 全1巻                                              | 電話                                                       | 1969年 | プレイコミック | 1982年 |
| 264                   | 空気の底                          | 全1巻                                              | ロバンナよ                                                 | 1970年 | プレイコミック | 1982年 |
| 264                   | 空気の底                          | 全1巻                                              | ふたりは空気の底に                                         | 1970年 | プレイコミック | 1982年 |
| 265                   | 火の山                            | 全1巻                                              | 火の山                                                     | 1979年 | ビッグゴールド | 1983年 |
| 265                   | 火の山                            | 全1巻                                              | ペーター・キュルテンの記録                                 | 1973年 | 漫画サンデー | 1983年 |
| 265                   | 火の山                            | 全1巻                                              | もの憂げな夜                                               | 1973年 | サンデー毎日 | 1983年 |
| 265                   | 火の山                            | 全1巻                                              | 最上殿始末                                                 | 1972年 | 漫画サンデー | 1983年 |
| 265                   | 火の山                            | 全1巻                                              | ラインの館にて                                             | 1972年 | 女性自身 | 1983年 |
| 266-267               | 魔神ガロン                        | 第1巻 第2巻                                        | 魔神ガロン                                                 | 1959年-62年 | 冒険王 | 1982-83年 |
| 266-267               | 魔神ガロン                        | 第1巻 第2巻                                        | タイガー博士 （タイガー博士の珍旅行）                      | 1950年 | 漫画と読物 | 1982-83年 |
| 268-269               | やけっぱちのマリア                | 全2巻                                              |                                                            | 1970年 | 少年チャンピオン | 1983年 |
| 270                   | サンダーマスク                    | 全1巻                                              |                                                            | 1972年-73年 | 少年サンデー | 1983年 |
| 271-272               | 人間昆虫記                        | 全2巻                                              |                                                            | 1970年-71年 | プレイコミック | 1983年 |
| 273                   | マコとルミとチイ                  | 全1巻                                              | マコとルミとチイ                                           | 1979年-81年 | 主婦の友 | 1983年 |
| 273                   | マコとルミとチイ                  | 全1巻                                              | ごめんねママ                                               | 1961年-63年 | 主婦の友 | 1983年 |
| 274                   | 紙の砦                            | 全1巻                                              | 紙の砦                                                     | 1974年 | 少年キング | 1983年 |
| 274                   | 紙の砦                            | 全1巻                                              | がちゃぼい一代記                                           | 1970年 | 別冊少年マガジン | 1983年 |
| 274                   | 紙の砦                            | 全1巻                                              | すきっ腹のブルース                                         | 1974年 | 少年キング | 1983年 |
| 274                   | 紙の砦                            | 全1巻                                              | トキワ荘物語                                               | 1970年 | COM | 1983年 |
| 274                   | 紙の砦                            | 全1巻                                              | という手紙がきた                                           | 1971年 | ビッグコミック | 1983年 |
| 274                   | 紙の砦                            | 全1巻                                              | 動物つれづれ草                                             | 1973年-74年 | アニマ | 1983年 |
| 274                   | 紙の砦                            | 全1巻                                              | どついたれ                                                 | 1979年-80年 | ヤングジャンプ | 1983年 |
| 275                   | ライオンブックス おもしろブック版 | 第6巻                                              | 来るべき人類                                               | 1956年 | おもしろブック | 1983年 |
| 275                   | ライオンブックス おもしろブック版 | 第6巻                                              | 緑の猫                                                     | 1956年 | おもしろブック | 1983年 |
| 275                   | ライオンブックス おもしろブック版 | 第6巻                                              | 白骨船長                                                   | 1957年 | おもしろブック | 1983年 |
| 275                   | ライオンブックス おもしろブック版 | 第6巻                                              | 宇宙空港 『オリオン137星』含む                             | 1956年 | おもしろブック | 1983年 |
| 276                   | ライオンブックス おもしろブック版 | 第7巻                                              | 恐怖山脈                                                   | 1957年 | おもしろブック | 1983年 |
| 276                   | ライオンブックス おもしろブック版 | 第7巻                                              | くろい宇宙線                                               | 1956年 | おもしろブック | 1983年 |
| 276                   | ライオンブックス おもしろブック版 | 第7巻                                              | 狂った国境                                                 | 1957年 | おもしろブック | 1983年 |
| 276                   | ライオンブックス おもしろブック版 | 第7巻                                              | 複眼魔人                                                   | 1957年 | おもしろブック | 1983年 |
| 277                   | レオちゃん                        | 全1巻                                              | レオちゃん （ジャングル大帝） （ジャングル大帝 進め!レオ） | 1951年 1952年-79年 1980年 | 幼稚園 小学一年生 | 1983年 |
| 278                   | どろんこ先生                      | 全1巻                                              | どろんこ先生                                               | 1976年 | 読売新聞日曜版 | 1983年 |
| 278                   | どろんこ先生                      | 全1巻                                              | ぐうたろう千一夜                                           | 1975年 | 中一時代 | 1983年 |
| 279                   | 漫画生物学                        | 全1巻                                              | 漫画生物学                                                 | 1956年-57年 | 中学初級コース | 1984年 |
| 279                   | 漫画生物学                        | 全1巻                                              | 漫画天文学                                                 | 1957年-58年 | 中学二年コース | 1984年 |
| 280                   | ふしぎなメルモ                    | 全1巻                                              | ふしぎなメルモ 『ママアちゃん』含む                        | 1970年-72年 | 小学一年生 よいこ | 1984年 |
| 280                   | ふしぎなメルモ                    | 全1巻                                              | 冒険ルビ                                                   | 1969年-70年 | 小学一年生 小学二年生 | 1984年 |
| 281                   | 新宝島                            | 全1巻                                              |                                                            | 1947年 | 育英出版 | 1984年 |
| 282-283               | 一輝まんだら                      | 全2巻                                              |                                                            | 1974年-75年 | 漫画サンデー | 1983-84年 |
| 284                   | サスピション                      | 全1巻                                              | サスピション                                               | 1982年 | コミックモーニング | 1983年 |
| 284                   | サスピション                      | 全1巻                                              | インセクター                                               | 1979年 | 少年マガジン | 1983年 |
| 284                   | サスピション                      | 全1巻                                              | 山の彼方の空紅く                                           | 1982年 | ジャストコミック | 1983年 |
| 284                   | サスピション                      | 全1巻                                              | 雨のコンダクター                                           | 1974年 | FMレコパル | 1983年 |
| 284                   | サスピション                      | 全1巻                                              | おそすぎるアイツ                                           | 1968年 | プレイコミック | 1983年 |
| 284                   | サスピション                      | 全1巻                                              | 料理する女                                                 | 1972年 | ビッグコミックオリジナル | 1983年 |
| 285-286               | ユニコ                            | 全2巻                                              |                                                            | 1976年-79年 | リリカ | 1983年 |
| 287-300               | ブッダ                            | 全14巻                                             |                                                            | 1972年-78年 1978年-79年 1980年-83年 | 希望の友 少年ワールド コミックトム | 1983-84年 |
| 通し番号              | タイトル                          | 巻数                                               | 収録・併録作品                                             | 初出および掲載誌/出版社 | 初出および掲載誌/出版社 | 発行年 |
| 301-303               | MW                                | 全3巻                                              |                                                            | 1976年-78年 | ビッグコミック | 1993年 |
| 304-306               | グリンゴ                          | 全3巻                                              | グリンゴ                                                   | 1987年-89年 | ビッグコミック | 1993年 |
| 304-306               | グリンゴ                          | 全3巻                                              | 新聊斎志異 叩建異譚                                        | 1987年 | コミックバーガー | 1993年 |
| 307-308               | ブッキラによろしく!               | 全2巻                                              | ブッキラによろしく!                                        | 1985年 | 週刊少年チャンピオン | 1993年 |
| 307-308               | ブッキラによろしく!               | 全2巻                                              | 牙人                                                       | 1984年 | 週刊少年チャンピオン | 1993年 |
| 309                   | アトムキャット                    | 全1巻                                              |                                                            | 1986年-87年 | ニコニココミック | 1993年 |
| 310                   | ユニコ 小学一年生版               | 全1巻                                              |                                                            | 1980年-84年 | 小学一年生 | 1993年 |
| 311-312               | どついたれ                        | 全2巻                                              |                                                            | 1979年-80年 | ヤングジャンプ | 1993年 |
| 313                   | あらしの妖精                      | 全1巻                                              | あらしの妖精                                               | 1955年-57年 | 少女ブック | 1993年 |
| 313                   | あらしの妖精                      | 全1巻                                              | こけし探偵局                                               | 1957年 | なかよし | 1993年 |
| 313                   | あらしの妖精                      | 全1巻                                              | ピンクの天使                                               | 1957年-58年 | 少女ブック | 1993年 |
| 314                   | そよ風さん                        | 全1巻                                              | そよ風さん                                                 | 1955年-56年 | 少女 | 1993年 |
| 314                   | そよ風さん                        | 全1巻                                              | ひまわりさん                                               | 1956年 | 少女 | 1993年 |
| 314                   | そよ風さん                        | 全1巻                                              | あけぼのさん                                               | 1959年 | りぼん | 1993年 |
| 314                   | そよ風さん                        | 全1巻                                              | ヨッコちゃんがきたよ!                                      | 1962年 | なかよし | 1993年 |
| 315                   | 冒険ルビ                          | 全1巻                                              | 冒険ルビ 小学二年生～小学三年生版                          | 1969年-70年 | 小学二年生 小学三年生 | 1994年 |
| 315                   | 冒険ルビ                          | 全1巻                                              | ジャングル大帝 小学三年生版                                | 1966年 | 小学三年生 小学四年生 | 1994年 |
| 316                   | 流星王子                          | 全1巻                                              | 流星王子                                                   | 1955年-56年 | 中学生の友 | 1993年 |
| 316                   | 流星王子                          | 全1巻                                              | おお! われら3人                                            | 1956年-57年 | 中学生の友 | 1993年 |
| 317                   | チッポくんこんにちは              | 全1巻                                              |                                                            | 1957年 | たのしい三年生 | 1993年 |
| 317                   | チッポくんこんにちは              | 全1巻                                              | 1973年                                                     | 学習研究社 | | 1993年 |
| 317                   | チッポくんこんにちは              | 全1巻                                              | 1973年-74年                                                | 二年の学習 三年の学習 | | 1993年 |
| 318                   | ピロンの秘密                      | 全1巻                                              | ピロンの秘密                                               | 1960年-61年 | 小学四年生 小学五年生 | 1993年 |
| 318                   | ピロンの秘密                      | 全1巻                                              | お山の三五郎                                               | 1958年-59年 | 小学三年生 | 1993年 |
| 319                   | 落盤                              | 全1巻                                              | 落盤                                                       | 1959年 | X 第3号 | 1994年 |
| 319                   | 落盤                              | 全1巻                                              | 花とあらくれ                                               | 1959年 | X 第5号 | 1994年 |
| 319                   | 落盤                              | 全1巻                                              | 人食岬の決戦                                               | 1957年 | 冒険王 | 1994年 |
| 319                   | 落盤                              | 全1巻                                              | ジェット基地の幽霊                                         | 1958年 | 冒険王 夏休み大増刊 | 1994年 |
| 319                   | 落盤                              | 全1巻                                              | 火の谷                                                     | 1960年 | 漫画王 | 1994年 |
| 319                   | 落盤                              | 全1巻                                              | タツマキ号航海記                                           | 1963年-64年 | 赤旗日曜版 | 1994年 |
| 319                   | 落盤                              | 全1巻                                              | 羽と星くず                                                 | 1961年-62年 | 赤旗日曜版 | 1994年 |
| 320                   | バンパイヤ                        | 第4巻                                              |                                                            | 1968年-69年 | 少年ブック | 1993年 |
| 321                   | 大地の顔役バギ                    | 全1巻                                              | 大地の顔役バギ                                             | 1975年-76年 | 週刊少年アクション | 1993年 |
| 321                   | 大地の顔役バギ                    | 全1巻                                              | 緑の果て                                                   | 1969年 | ファニー | 1993年 |
| 321                   | 大地の顔役バギ                    | 全1巻                                              | 熟れた星                                                   | 1971年 | SFマガジン | 1993年 |
| 321                   | 大地の顔役バギ                    | 全1巻                                              | 山棟蛇                                                     | 1972年 | 漫画サンデー | 1993年 |
| 321                   | 大地の顔役バギ                    | 全1巻                                              | 出ていけッ!                                                | 1972年 | プレイコミック | 1993年 |
| 322                   | ガラスの城の記録                  | 全1巻                                              |                                                            | 1970年 | 現代コミック | 1993年 |
| 322                   | ガラスの城の記録                  | 全1巻                                              | 1972年-73年                                                | COMコミック | | 1993年 |
| 323                   | 森の四剣士                        | 全1巻                                              | 森の四剣士                                                 | 1948年 | 不二書房 | 1993年 |
| 323                   | 森の四剣士                        | 全1巻                                              | 奇蹟の森のものがたり                                       | 1949年 | 東光堂 | 1993年 |
| 324                   | 拳銃天使                          | 全1巻                                              | 拳銃天使                                                   | 1949年 | 東光堂 | 1993年 |
| 324                   | 拳銃天使                          | 全1巻                                              | 仮面の冒険児                                               | 1948年 | 東光堂 | 1993年 |
| 325                   | 夜よさよなら                      | 全1巻                                              | 夜よさよなら                                               | 1985年 | 週刊少年マガジン | 1994年 |
| 325                   | 夜よさよなら                      | 全1巻                                              | 1985への出発                                               | 1985年 | 月刊少年ジャンプ | 1994年 |
| 325                   | 夜よさよなら                      | 全1巻                                              | やまなし                                                   | 1985年 | コミックトム | 1994年 |
| 325                   | 夜よさよなら                      | 全1巻                                              | 月世界の人間                                               | 1972年 | 希望の友 | 1994年 |
| 325                   | 夜よさよなら                      | 全1巻                                              | 三つのスリル                                               | 1968年 | 希望の友 | 1994年 |
| 325                   | 夜よさよなら                      | 全1巻                                              | カンパチ                                                   | 1974年-75年 | かっぱしんぶん | 1994年 |
| 325                   | 夜よさよなら                      | 全1巻                                              | パンサーを探せ                                             | 1979年 | 毎日小学生新聞 | 1994年 |
| 325                   | 夜よさよなら                      | 全1巻                                              | お客さまは悪魔です                                         | 1985年 | ザ・テレビジョン | 1994年 |
| 326-336               | 陽だまりの樹                      | 全11巻                                             |                                                            | 1981年-86年 | ビッグコミック | 1993-94年 |
| 337-338               | ルードウィヒ・B                   | 全2巻                                              |                                                            | 1987年-89年 | コミックトム | 1994年 |
| 339                   | 火星博士                          | 全1巻                                              | 火星博士                                                   | 1947年 | 不二書房 | 1994年 |
| 339                   | 火星博士                          | 全1巻                                              | 大空魔王                                                   | 1948年 | 不二書房 | 1994年 |
| 340                   | 地球大戦                          | 全1巻                                              | 地球大戦                                                   | 1957年-58年 | おもしろブック | 1995年 |
| 340                   | 地球大戦                          | 全1巻                                              | ワンダーくん                                               | 1954年-55年 | おもしろブック | 1995年 |
| 341-347               | 七色いんこ                        | 全7巻                                              |                                                            | 1981年-82年 | 週刊少年チャンピオン | 1994年 |
| 348-351               | プライム・ローズ                  | 全4巻                                              |                                                            | 1982年-83年 | 週刊少年チャンピオン | 1995年 |
| 352-353               | ゴブリン公爵                      | 全2巻                                              |                                                            | 1985年-86年 | 週刊少年チャンピオン | 1995年 |
| 354-359               | ミッドナイト                      | 全6巻                                              |                                                            | 1986年-87年 | 週刊少年チャンピオン | 1995年 |
| 360-361               | ロストワールド 私家版             | 全2巻                                              |                                                            | 1982年 | 名著刊行会 | 1994-95年 |
| 362                   | 火の鳥                            | 第13巻                                             | 生命編 異形編                                              | 1980年 1981年 | マンガ少年 | 1994年 |
| 363 364 365           | 火の鳥                            | 第14巻 第15巻 第16巻                               | 太陽編                                                     | 1986年-88年 | 野性時代 | 1995年 |
| 366 367               | ブラック・ジャック                | 第19巻 第20巻                                      |                                                            | 1973年-82年 | 週刊少年チャンピオン | 1995年 |
| 368-369               | ネオ・ファウスト                  | 全2巻                                              |                                                            | 1988年 | 朝日ジャーナル | 1995年 |
| 370 371               | ブラック・ジャック                | 第21巻 第22巻                                      |                                                            | 1973年-83年 | 週刊少年チャンピオン | 1996年 |
| 372-376               | アドルフに告ぐ                    | 全5巻                                              |                                                            | 1983年-85年 | 週刊文春 | 1996年 |
| 377-379               | 魔神ガロン                        | 第3巻 第4巻 第5巻                                  | 魔神ガロン                                                 | 1959年-62年 | 冒険王 | 1996-97年 |
| 377-379               | 魔神ガロン                        | 第3巻 第4巻 第5巻                                  | どんぐり行進曲                                             | 1959年 | 少年クラブ | 1996-97年 |
| 380                   | ワンサくん                        | 全1巻                                              | ワンサくん                                                 | 1971年-72年 | てづかマガジンれお | 1997年 |
| 380                   | ワンサくん                        | 全1巻                                              | らびちゃん                                                 | 1960年-61年 | たのしい幼稚園 たのしい一年生 | 1997年 |
| 380                   | ワンサくん                        | 全1巻                                              | とべとべるんちゃん                                         | 1959年 | たのしい一年生 | 1997年 |
| 380                   | ワンサくん                        | 全1巻                                              | ぽっかち                                                   | 1969年 | 小学一年生 | 1997年 |
| 380                   | ワンサくん                        | 全1巻                                              | 海のトリトン たのしい幼稚園版                              | 1972年 | テレビマガジン たのしい幼稚園 | 1997年 |
| 381                   | 少年探偵ロック・ホーム            | 全1巻                                              | 少年探偵ロック・ホーム                                     | 1949年 | 冒険紙芝居 | 1997年 |
| 381                   | 少年探偵ロック・ホーム            | 全1巻                                              | くるったジャングル                                         | 1950年 | 漫画と読物 | 1997年 |
| 381                   | 少年探偵ロック・ホーム            | 全1巻                                              | 氏神さまの火                                               | 1950年 | 漫画と読物 | 1997年 |
| 381                   | 少年探偵ロック・ホーム            | 全1巻                                              | 村の踊り子                                                 | 1953年 | 冒険王 | 1997年 |
| 381                   | 少年探偵ロック・ホーム            | 全1巻                                              | 足あと温泉                                                 | 1950年 | 漫画と読物 | 1997年 |
| 381                   | 少年探偵ロック・ホーム            | 全1巻                                              | カノコの応援団長                                           | 1950年 | 漫画と読物 | 1997年 |
| 381                   | 少年探偵ロック・ホーム            | 全1巻                                              | 凸凹牧場                                                   | 1951年 | こどもブック | 1997年 |
| 381                   | 少年探偵ロック・ホーム            | 全1巻                                              | 凸凹剣士                                                   | 1952年 | こどもブック | 1997年 |
| 381                   | 少年探偵ロック・ホーム            | 全1巻                                              | ほろ馬車くん                                               | 1952年 | おもしろブック | 1997年 |
| 381                   | 少年探偵ロック・ホーム            | 全1巻                                              | 13の秘密                                                   | 1953年 | 少年クラブ | 1997年 |
| 381                   | 少年探偵ロック・ホーム            | 全1巻                                              | まぼろしの円盤                                             | 1953年 | 少年クラブ | 1997年 |
| 381                   | 少年探偵ロック・ホーム            | 全1巻                                              | フォード32年型                                             | 1954年 | 少年クラブ | 1997年 |
| 381                   | 少年探偵ロック・ホーム            | 全1巻                                              | 宇宙狂想曲                                                 | 1953年 | 少年画報 | 1997年 |
| 382                   | とんから谷物語                    | 全1巻                                              | とんから谷物語                                             | 1955年-56年 | なかよし | 1997年 |
| 382                   | とんから谷物語                    | 全1巻                                              | うたえペニーよ                                             | 1953年 | 少女クラブ | 1997年 |
| 382                   | とんから谷物語                    | 全1巻                                              | シルクハット物語                                           | 1954年 | 少女 | 1997年 |
| 382                   | とんから谷物語                    | 全1巻                                              | リボンの騎士 チンクと金のたまご                            | 1954年 | 少女クラブ | 1997年 |
| 382                   | とんから谷物語                    | 全1巻                                              | 白いくびの小がも                                           | 1956年 | 主婦と生活 | 1997年 |
| 382                   | とんから谷物語                    | 全1巻                                              | 金のうろこ                                                 | 1956年 | 主婦と生活 | 1997年 |
| 382                   | とんから谷物語                    | 全1巻                                              | おかあさんの足                                             | 1957年 | 主婦と生活 | 1997年 |
| 382                   | とんから谷物語                    | 全1巻                                              | 舞踏会へきた悪魔                                           | 1957年 | 少女 | 1997年 |
| 382                   | とんから谷物語                    | 全1巻                                              | 母の眼ばなし                                               | 1957年 | 少女 | 1997年 |
| 382                   | とんから谷物語                    | 全1巻                                              | ミニヨン                                                   | 1957年 | 少女 | 1997年 |
| 382                   | とんから谷物語                    | 全1巻                                              | つるの泉                                                   | 1956年 | 少女クラブ | 1997年 |
| 手塚治虫漫画全集 別巻 | 手塚治虫漫画全集 別巻             | 内容                                               | 内容                                                       | 底本または初出/掲載誌 | 底本または初出/掲載誌 | 底本または初出/掲載誌 |
| 383                   | 手塚治虫エッセイ集 第1巻          | 手塚治虫自伝                                       | 手塚治虫自伝                                               | 『ぼくはマンガ家』毎日新聞社、1969年 『ぼくはマンガ家』大和書房、1979年                                                                                | 『ぼくはマンガ家』毎日新聞社、1969年 『ぼくはマンガ家』大和書房、1979年                                                                                | 『ぼくはマンガ家』毎日新聞社、1969年 『ぼくはマンガ家』大和書房、1979年                                                                                |
| 384                   | 手塚治虫小説集                    | 蟻人境                                             | 蟻人境                                                     | 1958年-59年 | 中学生の友一年 - 中学生の友二年 | 中学生の友一年 - 中学生の友二年 |
| 384                   | 手塚治虫小説集                    | ハッピーモルモット                                 | ハッピーモルモット                                         | 1962年 | 日本読書新聞 | 日本読書新聞 |
| 384                   | 手塚治虫小説集                    | 傍のあいつ                                         | 傍のあいつ                                                 | 1962年 | 小説中央公論 | 小説中央公論 |
| 384                   | 手塚治虫小説集                    | あの世の終り                                       | あの世の終り                                               | 1967年 | 話の特集 | 話の特集 |
| 384                   | 手塚治虫小説集                    | 妖蕈譚                                             | 妖蕈譚                                                     | 『キノコの不思議』光文社、1986年 | 『キノコの不思議』光文社、1986年 | 『キノコの不思議』光文社、1986年 |
| 385                   | 手塚治虫のまんが専科              |                                                    |                                                            | 1968年 | 少年ブック付録 | 少年ブック付録 |
| 385                   | 手塚治虫のまんが専科              | 『まんが専科 初級編』虫プロ商事、1969年            |                                                            | | | |
| 386                   | 手塚治虫シナリオ集                | 100万年地球の旅 バンダーブック                     | 100万年地球の旅 バンダーブック                             | 1978年8月27日、日本テレビ 第1回24時間テレビ枠内 | 1978年8月27日、日本テレビ 第1回24時間テレビ枠内 | 1978年8月27日、日本テレビ 第1回24時間テレビ枠内 |
| 386                   | 手塚治虫シナリオ集                | 鉄腕アトム ブラック・ジャックの大作戦              | 鉄腕アトム ブラック・ジャックの大作戦                      | 1981年4月8日、日本テレビ 鉄腕アトム_(アニメ第2作)第27話                                                                                                | 1981年4月8日、日本テレビ 鉄腕アトム_(アニメ第2作)第27話                                                                                                | 1981年4月8日、日本テレビ 鉄腕アトム_(アニメ第2作)第27話                                                                                                |
| 386                   | 手塚治虫シナリオ集                | 鉄腕アトム アトムの初恋                            | 鉄腕アトム アトムの初恋                                    | 1981年12月23日、日本テレビ 鉄腕アトム_(アニメ第2作)第52話（最終話）                                                                                    | 1981年12月23日、日本テレビ 鉄腕アトム_(アニメ第2作)第52話（最終話）                                                                                    | 1981年12月23日、日本テレビ 鉄腕アトム_(アニメ第2作)第52話（最終話）                                                                                    |
| 386                   | 手塚治虫シナリオ集                | ユニコ魔法の島へ                                   | ユニコ魔法の島へ                                           | サンリオ制作、1983年公開、村野守美監督 | サンリオ制作、1983年公開、村野守美監督 | サンリオ制作、1983年公開、村野守美監督 |
| 386                   | 手塚治虫シナリオ集                | 火の鳥                                             | 火の鳥                                                     | 1989年2月8日、全労済ホールスペース・ゼロ開館記念公演 アニメ『火の鳥2772 愛のコスモゾーン』の舞台化                                                     | 1989年2月8日、全労済ホールスペース・ゼロ開館記念公演 アニメ『火の鳥2772 愛のコスモゾーン』の舞台化                                                     | 1989年2月8日、全労済ホールスペース・ゼロ開館記念公演 アニメ『火の鳥2772 愛のコスモゾーン』の舞台化                                                     |
| 387                   | 手塚治虫エッセイ集 第2巻          |                                                    |                                                            | 『手塚治虫ランド』大和書房、1977年 『手塚治虫ランド2』大和書房、1978年 『手塚治虫大全2』マガジンハウス、1993年                                         | 『手塚治虫ランド』大和書房、1977年 『手塚治虫ランド2』大和書房、1978年 『手塚治虫大全2』マガジンハウス、1993年                                         | 『手塚治虫ランド』大和書房、1977年 『手塚治虫ランド2』大和書房、1978年 『手塚治虫大全2』マガジンハウス、1993年                                         |
| 388                   | 手塚治虫対談集 第1巻              | 小松左京 宇宙は笑う                                | 小松左京 宇宙は笑う                                        | 1969年 | 宝石 | 宝石 |
| 388                   | 手塚治虫対談集 第1巻              | 北杜夫 女は突然変身する                            | 北杜夫 女は突然変身する                                    | 1977年 | 女性セブン | 女性セブン |
| 388                   | 手塚治虫対談集 第1巻              | 北杜夫 女は突然変身する                            | 北杜夫 女は突然変身する                                    | 『マンボウぱじゃま対談 男性かいぼう編』集英社、78年 | | |
| 388                   | 手塚治虫対談集 第1巻              | 田河水泡 のらくろとアトム                          | 田河水泡 のらくろとアトム                                  | 1967年 | 国際写真情報 | 国際写真情報 |
| 388                   | 手塚治虫対談集 第1巻              | 横尾忠則 宇宙意識の目覚め                          | 横尾忠則 宇宙意識の目覚め                                  | 1980年 | メジテーション | メジテーション |
| 388                   | 手塚治虫対談集 第1巻              | ジュディ・オング マンガは反逆のメッセージ          | ジュディ・オング マンガは反逆のメッセージ                  | 1978年 | 新評 | 新評 |
| 388                   | 手塚治虫対談集 第1巻              | 尾崎秀樹 いまコミックに何を求めるか                | 尾崎秀樹 いまコミックに何を求めるか                        | 1976年 | 新刊展望 | 新刊展望 |
| 388                   | 手塚治虫対談集 第1巻              | 磯村尚徳 鉄腕オサムの家庭教育                      | 磯村尚徳 鉄腕オサムの家庭教育                              | 1977年 | おかあさんの勉強室 | おかあさんの勉強室 |
| 388                   | 手塚治虫対談集 第1巻              | 石ノ森章太郎 松本零士 アニメ映画と心中する         | 石ノ森章太郎 松本零士 アニメ映画と心中する                 | 1980年 | 別冊アニメージュ リュウ vol.7 | 別冊アニメージュ リュウ vol.7 |
| 389                   | 手塚治虫エッセイ集 第3巻          |                                                    |                                                            | 『手塚治虫ランド』大和書房、1977年 『手塚治虫ランド2』大和書房、1978年 『手塚治虫大全1』マガジンハウス、1993年                                         | 『手塚治虫ランド』大和書房、1977年 『手塚治虫ランド2』大和書房、1978年 『手塚治虫大全1』マガジンハウス、1993年                                         | 『手塚治虫ランド』大和書房、1977年 『手塚治虫ランド2』大和書房、1978年 『手塚治虫大全1』マガジンハウス、1993年                                         |
| 390                   | 手塚治虫対談集 第2巻              | 大城のぼる 松本零士 OH!漫画                        | 大城のぼる 松本零士 OH!漫画                                | 『OH!漫画』晶文社、1982年 | 『OH!漫画』晶文社、1982年 | 『OH!漫画』晶文社、1982年 |
| 390                   | 手塚治虫対談集 第2巻              | 小松左京 松本零士 日本SFマンガの変遷               | 小松左京 松本零士 日本SFマンガの変遷                       | 1978年 | 別冊奇想天外 No.5 SFマンガ大全 | 別冊奇想天外 No.5 SFマンガ大全 |
| 391                   | 手塚治虫 漫画の奥義               |                                                    |                                                            | 1985年 1988年 | 子どもの文化 | 子どもの文化 |
| 391                   | 手塚治虫 漫画の奥義               | 『漫画の奥義』講談社、1993年                       |                                                            | | | |
| 392                   | 手塚治虫エッセイ集 第4巻          |                                                    |                                                            | 『手塚治虫ランド』大和書房、1977年 『手塚治虫ランド2』大和書房、1978年 『手塚治虫大全1』マガジンハウス、1993年 『手塚治虫大全2』マガジンハウス、1993年 | 『手塚治虫ランド』大和書房、1977年 『手塚治虫ランド2』大和書房、1978年 『手塚治虫大全1』マガジンハウス、1993年 『手塚治虫大全2』マガジンハウス、1993年 | 『手塚治虫ランド』大和書房、1977年 『手塚治虫ランド2』大和書房、1978年 『手塚治虫大全1』マガジンハウス、1993年 『手塚治虫大全2』マガジンハウス、1993年 |
| 393                   | 手塚治虫対談集 第3巻              | 松本零士 萩尾望都 おかしな! おかしな! 漫画家の世界 | 松本零士 萩尾望都 おかしな! おかしな! 漫画家の世界         | 1978年 | 増刊リリカ ユニコ特集号 | 増刊リリカ ユニコ特集号 |
| 393                   | 手塚治虫対談集 第3巻              | 石上三登志 SF映画が好きなんだ!                     | 石上三登志 SF映画が好きなんだ!                             | 1978年 | 季刊映画宝庫 | 季刊映画宝庫 |
| 393                   | 手塚治虫対談集 第3巻              | 小野耕世 アメ・コミを語る                          | 小野耕世 アメ・コミを語る                                  | 1979年 | 月刊スーパーマン | 月刊スーパーマン |
| 393                   | 手塚治虫対談集 第3巻              | 阿久悠 ぼくたちは美しい批評家をかかえている        | 阿久悠 ぼくたちは美しい批評家をかかえている                | 1979年 | 月刊You | 月刊You |
| 393                   | 手塚治虫対談集 第3巻              | 合田周平 『鉄腕アトム』が予言していた夢            | 合田周平 『鉄腕アトム』が予言していた夢                    | 1984年 | 中央公論 | 中央公論 |
| 393                   | 手塚治虫対談集 第3巻              | 諸星大二郎 星野之宣 メジャーとマイナー             | 諸星大二郎 星野之宣 メジャーとマイナー                     | 1985年 | 月刊スーパーアクション | 月刊スーパーアクション |
| 393                   | 手塚治虫対談集 第3巻              | 筑紫哲也 時代の気分を語る                          | 筑紫哲也 時代の気分を語る                                  | 1987年 | 朝日ジャーナル | 朝日ジャーナル |
| 393                   | 手塚治虫対談集 第3巻              | 石ノ森章太郎 現代マンガに試練の嵐を!               | 石ノ森章太郎 現代マンガに試練の嵐を!                       | 『漫画超進化論』河出書房新社、1989年 | 『漫画超進化論』河出書房新社、1989年 | 『漫画超進化論』河出書房新社、1989年 |
| 394                   | 手塚治虫エッセイ集 第5巻          |                                                    |                                                            | 『手塚治虫ランド』大和書房、1977年 『手塚治虫ランド2』大和書房、1978年 『手塚治虫大全1』マガジンハウス、1993年 『手塚治虫大全2』マガジンハウス、1993年 | 『手塚治虫ランド』大和書房、1977年 『手塚治虫ランド2』大和書房、1978年 『手塚治虫大全1』マガジンハウス、1993年 『手塚治虫大全2』マガジンハウス、1993年 | 『手塚治虫ランド』大和書房、1977年 『手塚治虫ランド2』大和書房、1978年 『手塚治虫大全1』マガジンハウス、1993年 『手塚治虫大全2』マガジンハウス、1993年 |
| 395                   | 手塚治虫エッセイ集 第6巻          |                                                    |                                                            | 『手塚治虫ランド』大和書房、1977年 『手塚治虫ランド2』大和書房、1978年 『手塚治虫大全1』マガジンハウス、1993年 『手塚治虫大全2』マガジンハウス、1993年 | 『手塚治虫ランド』大和書房、1977年 『手塚治虫ランド2』大和書房、1978年 『手塚治虫大全1』マガジンハウス、1993年 『手塚治虫大全2』マガジンハウス、1993年 | 『手塚治虫ランド』大和書房、1977年 『手塚治虫ランド2』大和書房、1978年 『手塚治虫大全1』マガジンハウス、1993年 『手塚治虫大全2』マガジンハウス、1993年 |
| 396                   | 手塚治虫対談集 第4巻              | 小松左京 コミック――過去・現在・未来                | 小松左京 コミック――過去・現在・未来                        | 1981年 | 本の窓 | 本の窓 |
| 396                   | 手塚治虫対談集 第4巻              | 種村季弘 異界へのロマン                            | 種村季弘 異界へのロマン                                    | 1975年 | 歌舞伎「児雷也豪傑譚話」プログラム | 歌舞伎「児雷也豪傑譚話」プログラム |
| 396                   | 手塚治虫対談集 第4巻              | 萩尾望都 女性SF作家はなぜ少ない                    | 萩尾望都 女性SF作家はなぜ少ない                            | 1977年 | 別冊新評 SF新鋭7人特集号 | 別冊新評 SF新鋭7人特集号 |
| 396                   | 手塚治虫対談集 第4巻              | 鶴見俊輔 中山茂 マンガは国境を越える               | 鶴見俊輔 中山茂 マンガは国境を越える                       | 1985年 | 歴史と社会 第6号 | 歴史と社会 第6号 |
| 396                   | 手塚治虫対談集 第4巻              | 立川談志 天才は傲慢であるべき                      | 立川談志 天才は傲慢であるべき                              | 1985年 | BigA | BigA |
| 396                   | 手塚治虫対談集 第4巻              | 牧美也子 大阪はわが青春のとき                      | 牧美也子 大阪はわが青春のとき                              | 1987年 | おおさかの街特集号 presentなにわ | おおさかの街特集号 presentなにわ |
| 396                   | 手塚治虫対談集 第4巻              | 巖谷國士 二十世紀の印象                            | 巖谷國士 二十世紀の印象                                    | 1983年 | ユリイカ 詩と批評 特集 手塚治虫 | ユリイカ 詩と批評 特集 手塚治虫 |
| 396                   | 手塚治虫対談集 第4巻              | 手塚眞 山村美智子 おやこ対談                       | 手塚眞 山村美智子 おやこ対談                               | 1983年 | 手塚ファンmagazine | 手塚ファンmagazine |
| 397                   | 手塚治虫エッセイ集 第7巻          |                                                    |                                                            | 『手塚治虫ランド』大和書房、1977年 『手塚治虫ランド2』大和書房、1978年 『手塚治虫大全1』マガジンハウス、1993年 『手塚治虫大全2』マガジンハウス、1993年 | 『手塚治虫ランド』大和書房、1977年 『手塚治虫ランド2』大和書房、1978年 『手塚治虫大全1』マガジンハウス、1993年 『手塚治虫大全2』マガジンハウス、1993年 | 『手塚治虫ランド』大和書房、1977年 『手塚治虫ランド2』大和書房、1978年 『手塚治虫大全1』マガジンハウス、1993年 『手塚治虫大全2』マガジンハウス、1993年 |
| 398                   | 手塚治虫エッセイ集 第8巻          |                                                    |                                                            | 『観たり撮ったり映したり』キネマ旬報社、1987年 | 『観たり撮ったり映したり』キネマ旬報社、1987年 | 『観たり撮ったり映したり』キネマ旬報社、1987年 |
| 399                   | 手塚治虫のマンガの描き方          |                                                    |                                                            | 『マンガの描き方』光文社、1977年 | 『マンガの描き方』光文社、1977年 | 『マンガの描き方』光文社、1977年 |
| 400                   | 手塚治虫講演集                    | 日本の児童文化を考える                             | 日本の児童文化を考える                                     | 1978年9月15日 | 国際児童年文化講演会 | 国際児童年文化講演会 |
| 400                   | 手塚治虫講演集                    | 失われたロマンを求めて                             | 失われたロマンを求めて                                     | 1982年7月17日 | NHK文化講演会（神奈川県平塚市） | NHK文化講演会（神奈川県平塚市） |
| 400                   | 手塚治虫講演集                    | 科学技術の進歩と人間の生き方                       | 科学技術の進歩と人間の生き方                               | 1984年2月17日 | 群馬ルネッサンス県民シンポジウム | 群馬ルネッサンス県民シンポジウム |
| 400                   | 手塚治虫講演集                    | 国際社会における 共通言語としてのマンガの役割      | 国際社会における 共通言語としてのマンガの役割              | 1984年5月4日 | '84アジア漫画ひろしま会議 | '84アジア漫画ひろしま会議 |
| 400                   | 手塚治虫講演集                    | はじめての一人旅                                   | はじめての一人旅                                           | 1985年1月 | 日本旅行一人旅委員会 | 日本旅行一人旅委員会 |
| 400                   | 手塚治虫講演集                    | 映像とマンガ                                       | 映像とマンガ                                               | （不明） | （不明） | （不明） |
| 400                   | 手塚治虫講演集                    | 共通言語としてのマンガ                             | 共通言語としてのマンガ                                     | 1985年7月2日 | 日仏文化サミット'85アルケスナン | 日仏文化サミット'85アルケスナン |
| 400                   | 手塚治虫講演集                    | 未来人へのメッセージ                               | 未来人へのメッセージ                                       | 1986年3月1日 | 第31回子どもを守る文化会議 | 第31回子どもを守る文化会議 |
| 400                   | 手塚治虫講演集                    | 文化の花咲かせ豊かな人間社会を                     | 文化の花咲かせ豊かな人間社会を                             | 1988年1月16日 | 文化協同まつり | 文化協同まつり |
| 400                   | 手塚治虫講演集                    | 未来へのファンタジー                               | 未来へのファンタジー                                       | 1986年7月22日 | 富山県民大学校夏期講座 | 富山県民大学校夏期講座 |

## 黒人描写問題
「黒人差別をなくす会」の黒人描写問題により、1990年12月には「手塚治虫漫画全集」の全巻を出荷停止した。さらに、他の出版社から出されている手塚の単行本のうち、黒人が描かれているもの全てを一時的に出荷停止する処分が取られた。絶版も危惧されたが、巻末に断り文を掲載することで理解を求め、1992年に再出荷を開始し、1993年から第4期の刊行となった。